# بخش ریچلند (شهرستان کلینتون، اوهایو)
بخش ریچلند (به انگلیسی: Richland Township) یک منطقهٔ مسکونی در ایالات متحده آمریکا است که در شهرستان کلینتون، اوهایو واقع شده‌است.
 بخش ریچلند ۸۷٫۶ کیلومتر مربع مساحت و ۳٬۵۷۳ نفر جمعیت دارد و ۳۱۹ متر بالاتر از سطح دریا واقع شده‌است.